# Chrémier en forme de colombe
Le Chrémier en forme de colombe (ou Colombe pour les Saintes Huiles) est un chrémier, c'est-à-dire un récipient destiné à contenir le saint chrême, un mélange d'huile végétale naturelle et de parfums, utilisé dans certaines cérémonies religieuses.

## Le contexte
L'essentiel du trésor de la cathédral de Notre-Dame de Paris a été enlevé ou détruit pendant la Revolution française et pendant des émeutes en 1831. A la Restauration on a cherché à recréer les pièces de ce trésor. Eugène Viollet-le-Duc a dessiné la plupart des plans.

## Description
Pour ce chrémier, Viollet-le-Duc s'est inspiré de l'Aigle de Suger, créé par l'abbé Suger pour la Basilique de Saint-Denis et aujourd'hui au musée du Louvre.
L'oiseau se dresse de même dans une position très verticale et hiératique avec les ailes ouvertes le long du corps. Le ventre est orné d'une croix fleuronnée et de rinceaux, émaillés à la façon de Limoges, de même que le dos entièrement couvert d'un somptueux décor émaillé sur fond bleu. A l'intérieur du vase, un tube en argent sert à contenir le Saint-Chrême.
Il a été fabriqué par l'orfèvre Jean-Alexandre Chertier (1825-1890) créateur de nombreuses pièces d'orfèvrerie.
Il est classé à titre objet des monuments historiques le 10 décembre 1962.

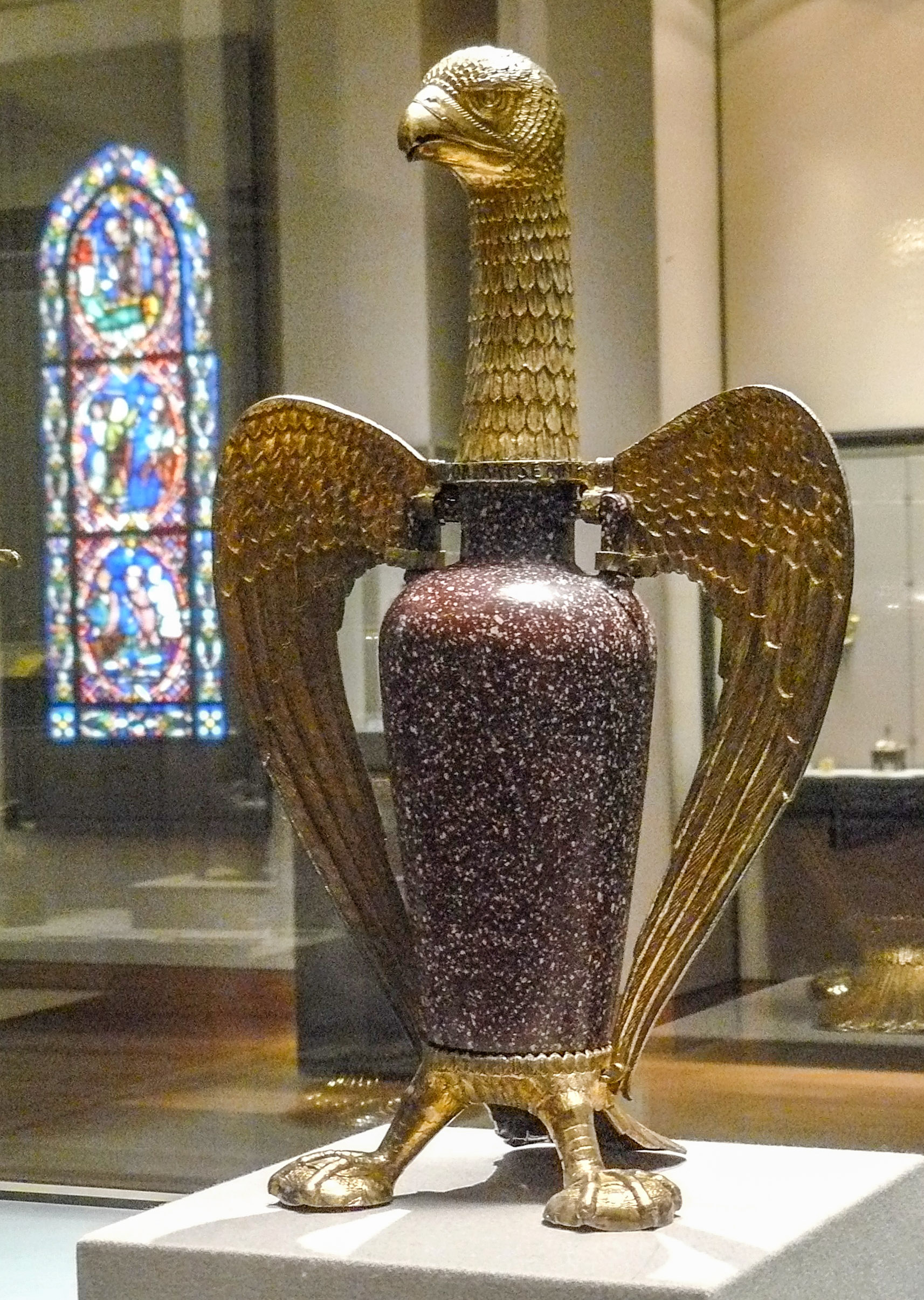
L'aigle de Suger qui a servi de modèle
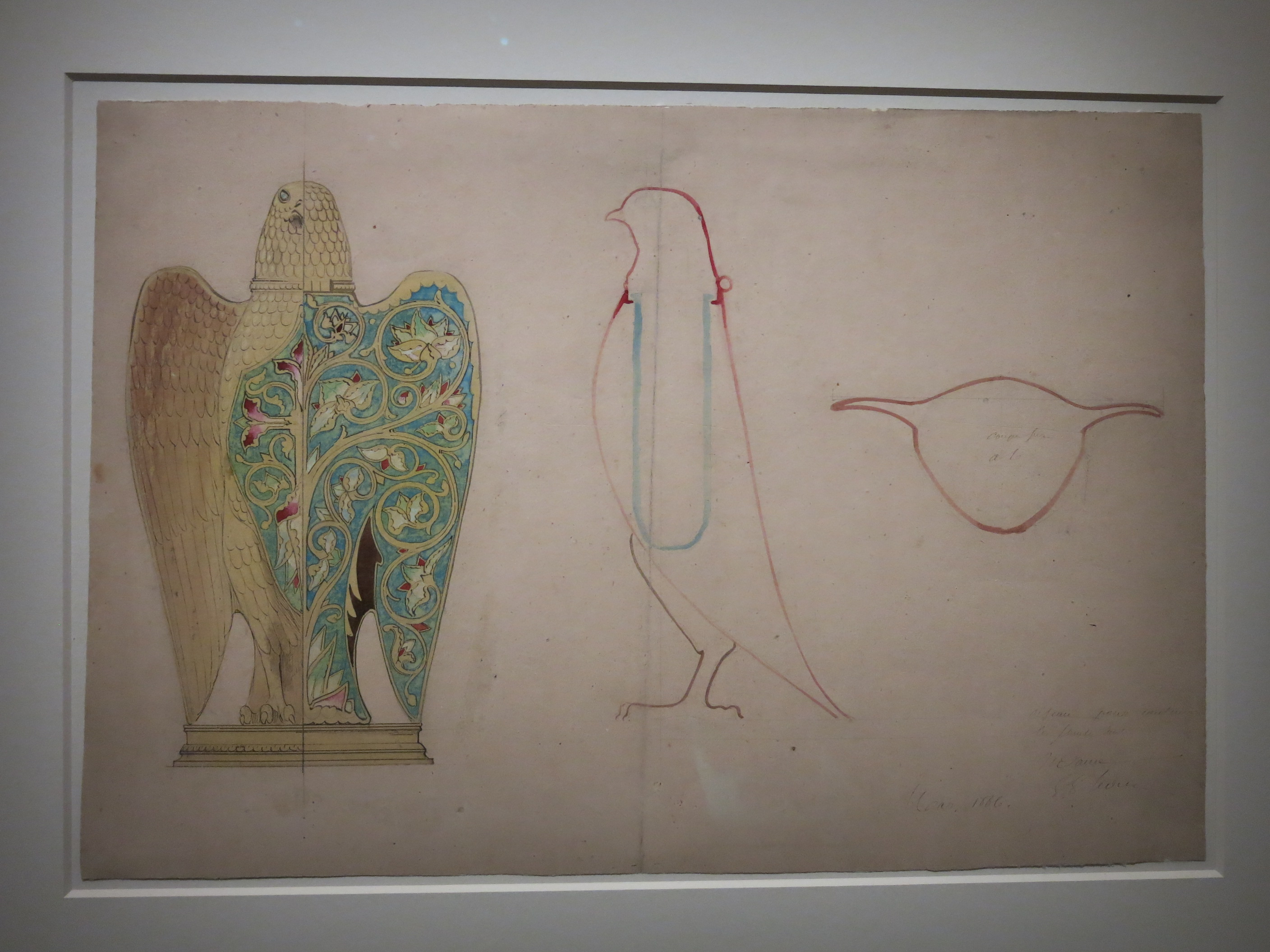
Les plans élaborés par Viollet-le-Duc
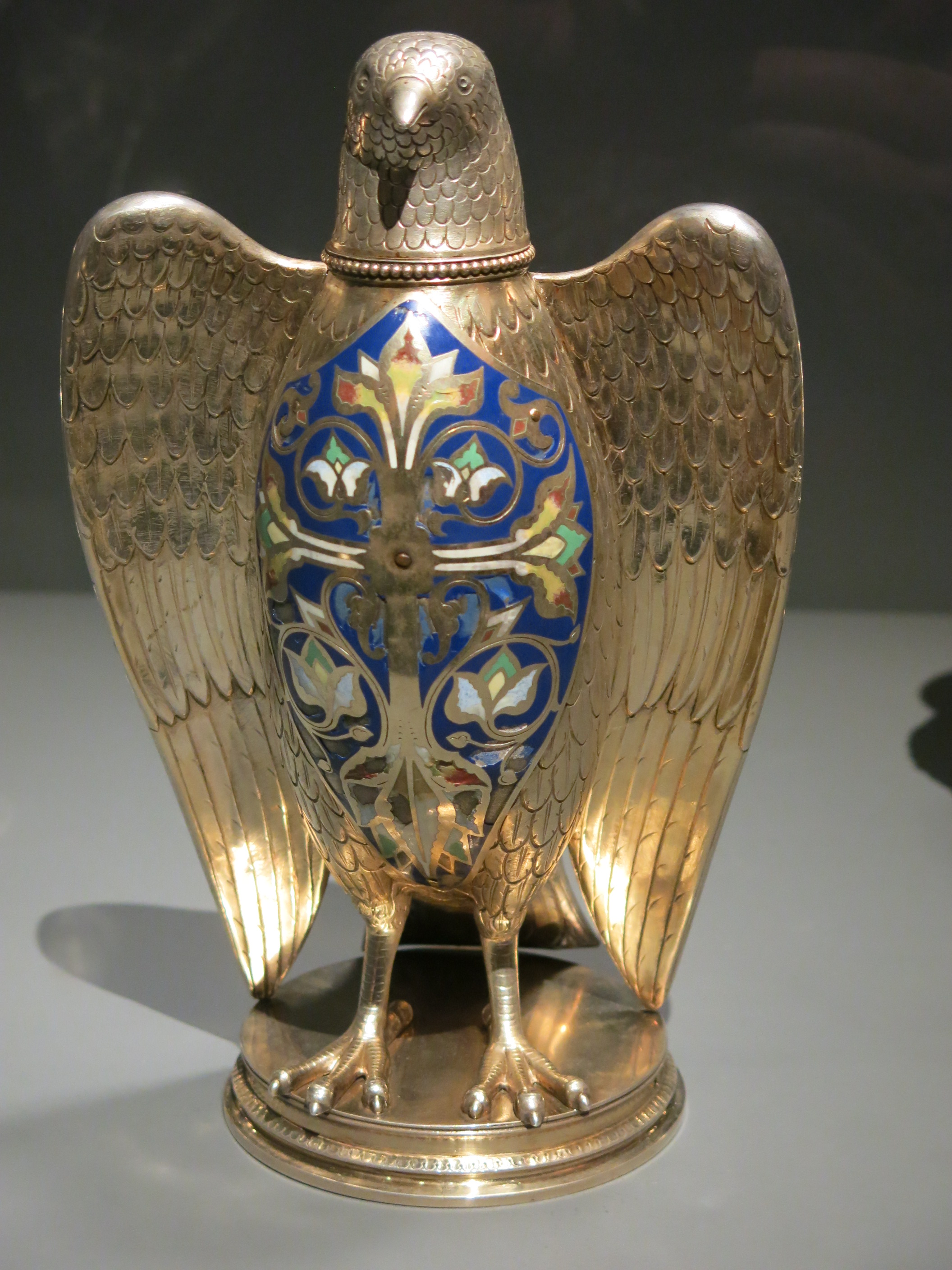
Le chrémier